# Come With Us
Albums de The Chemical Brothers (2001)
Surrender
(1999) Push the Button
(2005)
Come With Us est le quatrième album du groupe d'électro britannique The Chemical Brothers, sorti le 28 janvier 2002. Cet album, même s'il n'a pas connu pareil engouement au précédent a tout de même été placé au top des charts britanniques du 9 février 2002 au 15 février 2002, certifié disque d'or au Royaume-Uni, et selon la note normalisée de Metacritic sur la base de 23 critiques, a recueilli le score moyen de 72 sur 100. La chanson It Began in Afrika a été re-remixée en 2009 et jouée avec Nude Night, un inédit, dans un petit live d'une dizaine de minutes. Le single live est sorti fin 2009. Tous les bénéfices récoltés ont été reversés à des associations caritatives en mission en Haïti après le grand tremblement de terre de cette même année.

## Liste des pistes
| 1.    | Come With Us       | Tom Rowlands & Ed Simons  | 4:57 |
| 2.    | It Began In Afrika | Ingram                    | 6:16 |
| 3.    | Galaxy Bounce      | Tom Rowlands & Ed Simons  | 3:27 |
| 4.    | Star Guitar        | Tom Rowlands & Ed Simons  | 6:27 |
| 5.    | Hoops              | Alexander                 | 6:31 |
| 6.    | My Elastic Eye     | Estardy                   | 3:41 |
| 7.    | The State We're In | Tom Rowlands & Ed Simons  | 6:26 |
| 8.    | Denmark            | Tom Rowlands & Ed Simons  | 5:07 |
| 9.    | Pioneer Skies      | Camison (en) & Bachelet   | 4:04 |
| 10.   | The Test           | Ashcroft & Czesław Niemen | 7:46 |
| 54:42 |                    |                           |      |

Le chanteur de The Verve Richard Ashcroft chante sur The Test, et on retrouve Beth Orton sur The State We're In.

## Singles
- It Began in Afrika (2001) - 9e position aux charts britanniques.
- Star Guitar (2002) - 8e position aux charts britanniques.
- Come With Us / The Test (2002) - 14e position aux charts britanniques.